# Барон Эйвбери

## Барон Эйвбери из Эйвбери
Барон Эйвбери из Эйвбери в графстве Уилтшир — наследственный титул в системе Пэрства Соединенного Королевства. Он был создан 22 января 1900 года для британского банкира, политика и археолога, сэра Джона Леббока, 4‑го баронета (1834—1913). Он представлял в Палате общин Мейдстон (1870—1880) и Лондонский университет (1880—1900), занимал должность председателя Совета Лондонского графства (1890—1892). Его преемником стал его старший сын, Джон Биркбер Леббок, 2‑й барон Эйвбери (1858—1929). После смерти последнего титул унаследовал его племянник, Джон Леббок, 3‑й барон Эйвбери (1915—1971). Он был сыном достопочтенного Гарольда Фокса Питта Леббока, четвёртого сына первого барона. Затем баронский титул перешёл к двоюродному брату третьего барона, Эрику Реджинальду Леббоку, 4‑му барону Эйвбери (1928—2016). Он был сыном достопочтенного Мориса Фокса Питта Леббока, шестого сына первого барона. 4‑й барон Эйвбери был либеральным демократом и одним из девяноста избранных наследственных пэров, которые остались в Палате лордов после принятия «Акта о палате лордов» 1999 года. Его преемником в 2016 году стал его сын, Люлф Эмброуз Джонатан Леббок, 5‑й барон Эйвбери (род. 1954).

## Титул баронета Леббока из Ламмаса
Титул баронета Леббока из Ламмаса (см. также: Список ныне существующих баронетств Соединенного Королевства) был создан 9 апреля 1806 года для Джона Леббока (1744—1816), с правом наследования для его племянника Джона Уильяма, сына Уильяма Леббока. Джон Леббок был успешным торговцем и банкиром в Лондоне. Он заседал в Палате общин от Боссини (1796—1800, 1801—1802) и Леминстера (1802—1812). Ему наследовал его племянник, сэр Джон Леббок, 2‑й баронет (1773—1840), который также был банкиром и также представлял Леминстер в Палате общин (1812—1820). Внук 2‑го баронета, вышеупомянутый сэр Джон Леббок, 4‑й баронет (1834—1913), был возведен в звание пэра как барон Эйвбери в 1900 году.

## Баронеты Леббок из Ламмаса (1806)
- 1806—1816: сэр Джон Леббок, 1‑й баронет[англ.] (20 августа 1744 — 24 февраля 1816), старший сын преподобного Уильяма Леббока (1701—1754)[1]
- 1816—1840: сэр Джон Леббок, 2‑й баронет[англ.] (26 августа 1773 — 22 октября 1840), второй сын Уильяма Леббока (1746—1823), племянник предыдущего[2]
- 1840—1865: сэр Джон Леббок, 3‑й баронет[англ.] (26 марта 1803 — 21 июня 1865), единственный сын предыдущего[3]
- 1865—1913: сэр Джон Леббок, 4‑й баронет (30 апреля 1834 — 28 мая 1913), старший сын предыдущего; с 1900 года — барон Эйвбери[4].

## Бароны Эйвбери (1900)
- 1900—1913: Джон Леббок, 1‑й барон Эйвбери (30 апреля 1834 — 28 мая 1913), старший сын сэра Джона Леббока, 3‑го баронета[4]
- 1913—1929: Джон Биркбек Леббок, 2‑й барон Эйвбери[англ.] (4 октября 1858 — 26 марта 1929), старший сын предыдущего от первого брака[5]
- 1929—1971: Джон Леббок, 3‑й барон Эйвбери[англ.] (13 мая 1915 — 21 июня 1971), единственный сын достопочтенного Гарольда Фокса Питта Леббока (1888—1918) и внук 1‑го барона Эйвбери[6]
- 1971—2016: Эрик Реджинальд Леббок, 4‑й барон Эйвбери[англ.] (29 сентября 1928 — 14 февраля 2016), старший сын капитана Эрика Фокса Питта Леббока (1893—1917), внук 1‑го барона Эйвбери[7]
- 2016 — н. в.: Люлф Эмброуз Джонатан Леббок, 5‑й барон Эйвбери[англ.] (род. 15 июня 1954), старший сын предыдущего[8]
  - Наследник титула: достопочтенный Александр Люлф Роберт Леббок (род. 17 января 1985), единственный сын предыдущего[9].